# Airstream

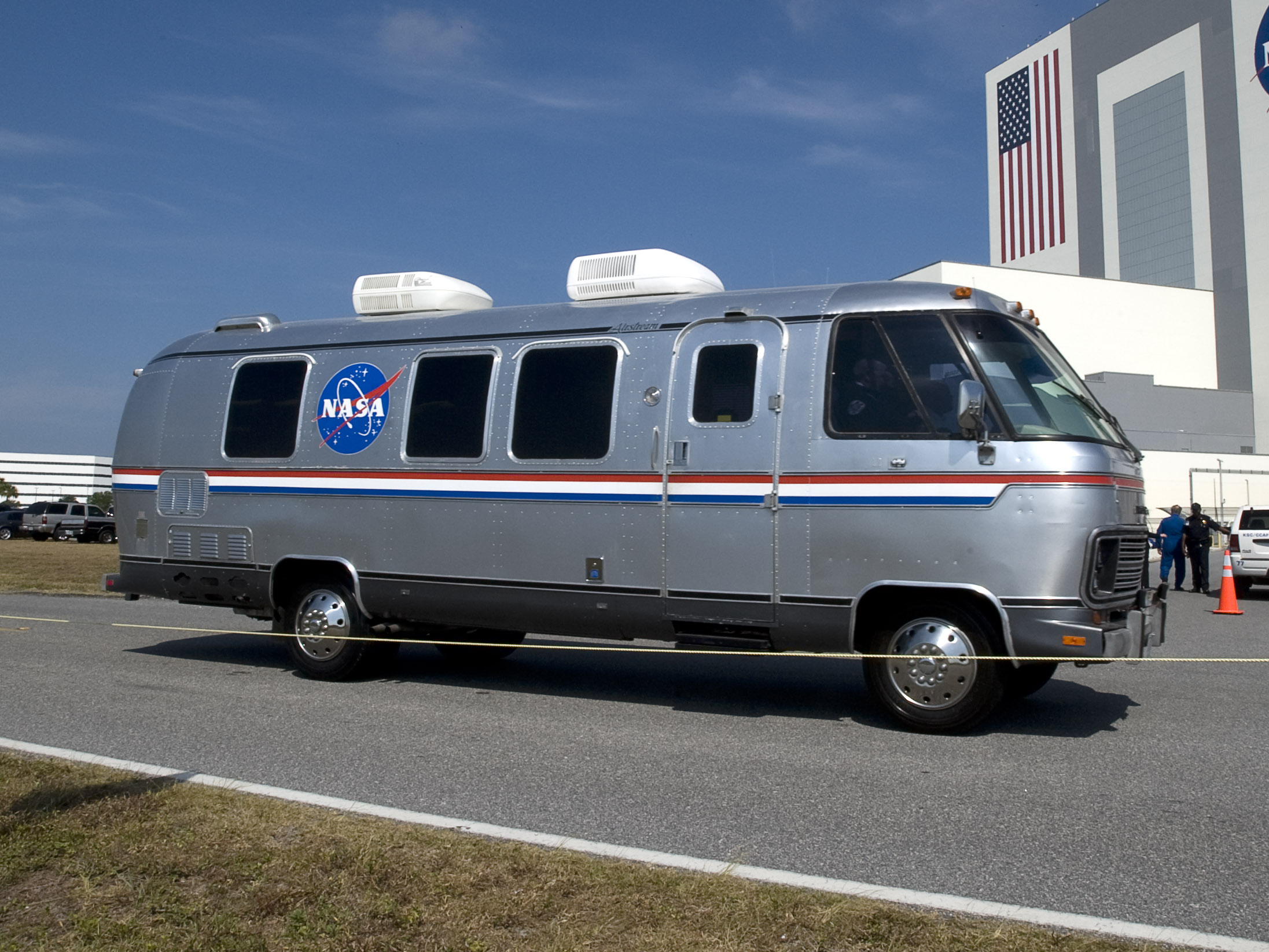
Un « Astrovan » passe devant le Vehicle Assembly Building.

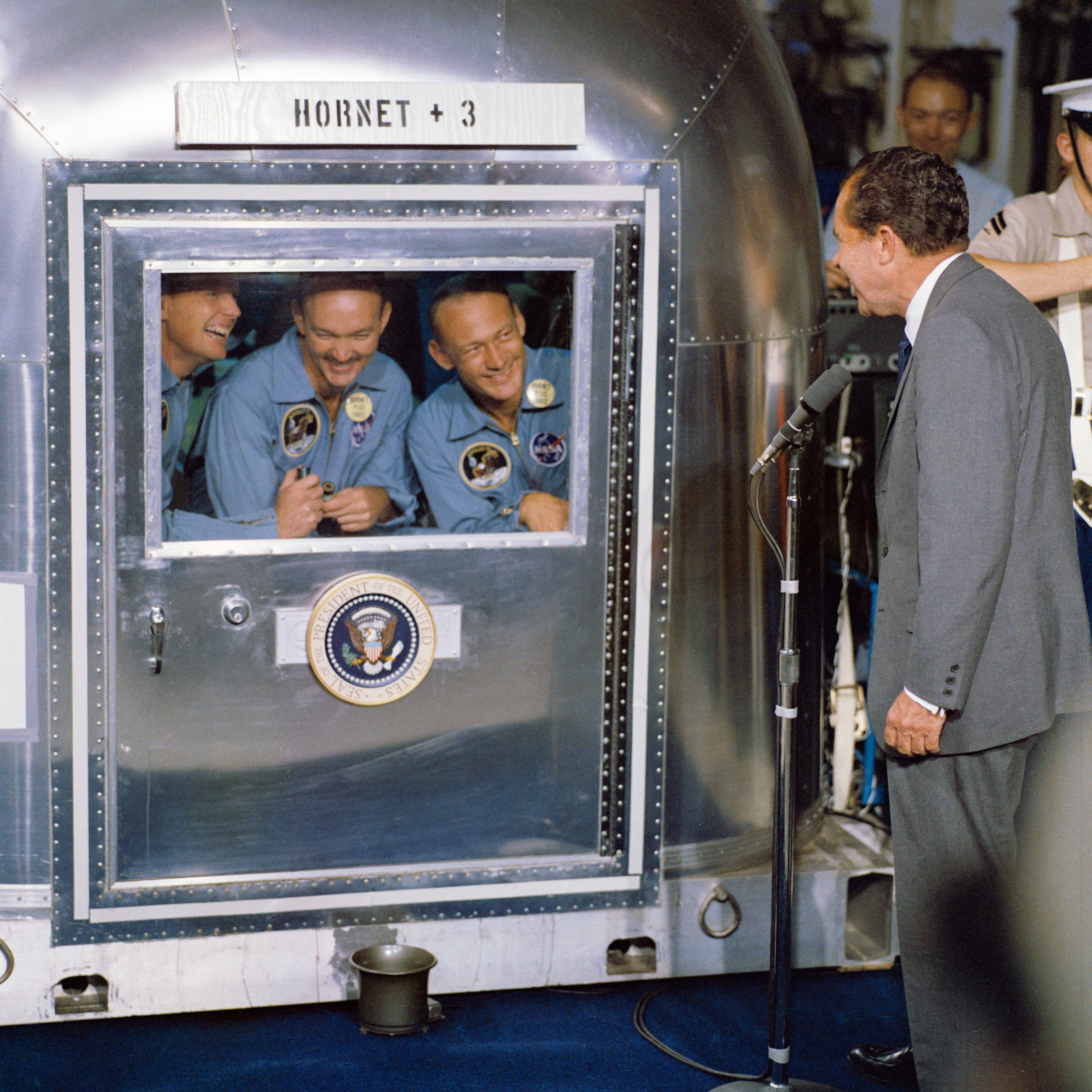
L'équipage d'Apollo 11 à son retour sur Terre en 1969.

Airstream est une marque de caravanes  produites aux États-Unis à Jackson Center, Ohio par Thor Industries. Fondée en 1934 par Wally Byam (en) (1896-1962) à Los Angeles, cette société est connue pour avoir produit l’emblématique caravane en aluminium fondée sur le concept de William Bowlus, un ingénieur qui avait supervisé la construction du Spirit of St. Louis de Charles Lindbergh.

## Historique
À la fin des années 1920, Wally Byam construit des prototypes de caravanes dans son jardin et édite une revue expliquant comment construire soi-même une caravane. Celles-ci sont de conception « classique ». Il fonde la société Airstream en 1934.
En 1935, Wally Byam rencontre William Bowlus, un ingénieur en aéronautique qui a conçu une caravane en aluminium et qui a besoin de son expertise de vente et de marketing. Le modèle a des formes arrondies et est de conception révolutionnaire, faisant appel aux technologies de l’industrie aéronautique avec une structure en aluminium et la recherche d’aérodynamisme. La société de Bowlus, Bowlus-Teller Mfg., vend deux modèles : la Road Chief et la Papoose.
En 1936, Bowlus fait faillite et Byam rachète une partie de l'outillage et embauche certains des ouvriers.
Dès la fin de l'année 1936, est mise en vente la Airstream Clipper, une caravane Bowlus dont la porte, qui était placée à une extrémité, est déplacée sur le côté. Sur plus de 300 fabricants de caravanes en activité en 1936, et en dépit du prix élevé de son produit (1 200 dollars d'alors) Airstream sera le seul à survivre à la Grande Dépression, mais avec la Seconde Guerre mondiale, le gouvernement américain décide de limiter l'usage de l’aluminium aux seules industries d’armement et la production s'arrête.
Après la mort de de Byam en 1962, une fondation est créée pour renforcer les liens entre les propriétaires de véhicules Airstream. Des rassemblements ont lieu chaque année un peu partout aux USA. Le premier camping-car sort des usines en 1978 et le club Wally Byam compte aujourd'hui de nombreux membres camping-caristes ou caravaniers.
Les caravanes ont été immortalisées, entre autres, lors du programme Apollo, par l'usage par la NASA de modèles modifiés et adaptés. Entre 1984 et 2011, la NASA utilisa des vans Airstream Excella modifiés, baptisés « Astrovan », pour transporter les astronautes sur le pas de tir de la navette spatiale.

## US Air Force
Les caravanes Airstream sont fréquemment utilisées de nos jours par les officiels américains en déplacement autour du monde. Les caravanes sont embarquées dans des avions cargo militaires de type C-17. Très luxueuses, elles ont l'intérieur habillé de bois et elles sont équipées de sièges en cuir et d'équipements électroniques.